# 十日町地域広域事務組合
十日町地域広域事務組合（とおかまちちいきこういきじむくみあい）は、新潟県十日町市及び中魚沼郡津南町の1市1町が設立している一部事務組合。

## 概要

### 事務所
- 新潟県十日町市四日町新田1041番地

### 主な事務内容
- 十日町地域広域行政圏計画の策定、当該計画に基づく事業の実施及び連絡調整事務
- 常備消防事務
- 家畜指導診療所の設置及び管理運営事務

### 組織
- 組合議会
  - 議員定数：13人（十日町市：10人、津南町：3人）
- 組合執行機関
  - 管理者：1人（十日町市長）
  - 副管理者：2人（津南町長及び十日町市副市長）
  - 会計管理者：1人（十日町市会計管理者）
  - 監査委員：2人

## 常備消防事務

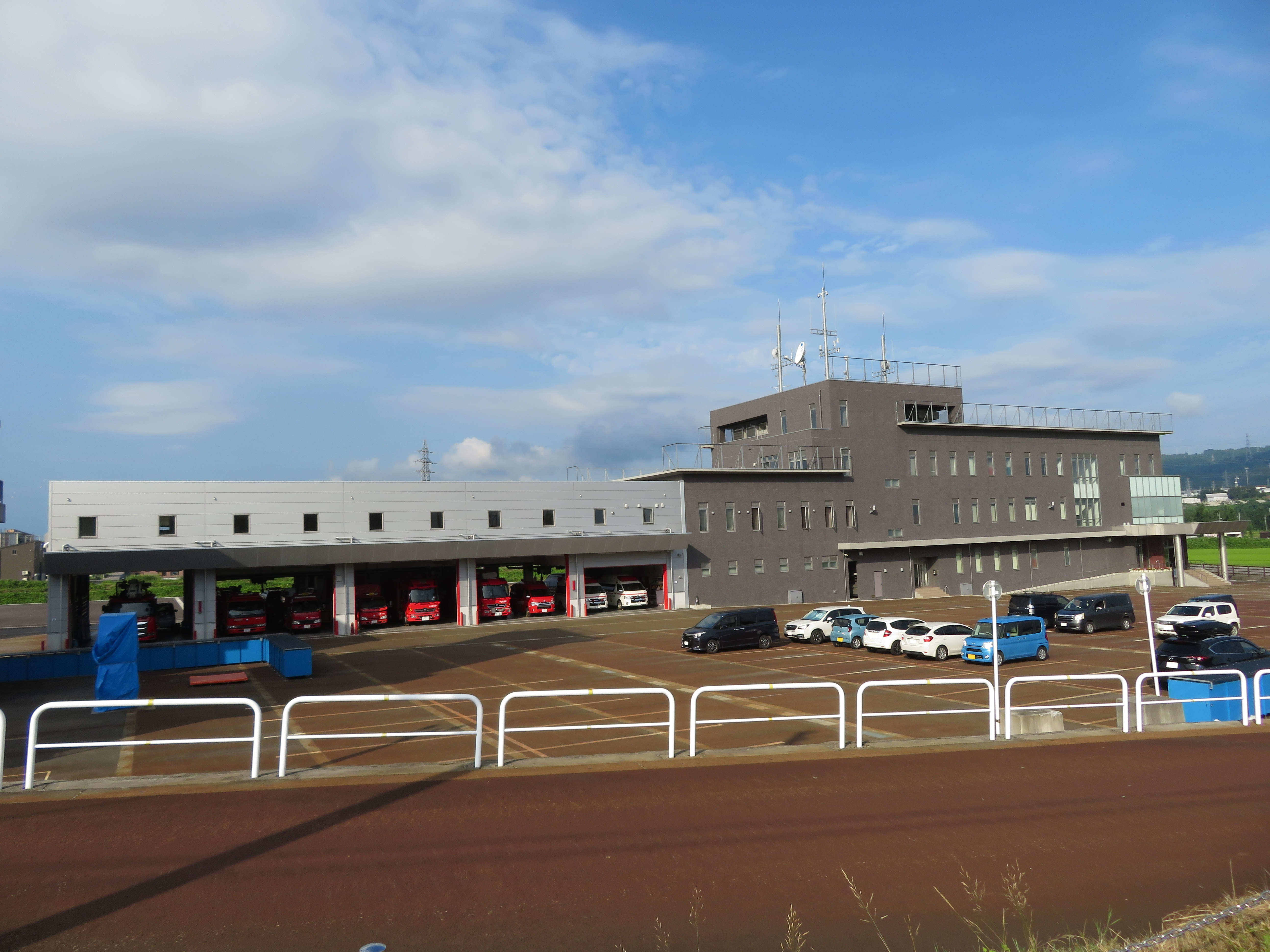
十日町地域消防本部・十日町地域消防署

### 概要
- 消防本部：新潟県十日町市四日町新田1041番地
- 消防本部名称：十日町地域消防本部
- 管内面積：760.20km2
- 職員定数：116人
- 消防署1カ所、分署2カ所、分遣所2カ所
- 主力機械（2020年4月1日現在）
  - 普通消防ポンプ自動車：6
  - 水槽付消防ポンプ自動車：1
  - 屈折はしご付消防自動車：1
  - 化学消防自動車：1
  - 高規格救急自動車：3
  - 救急自動車：4
  - 救助工作車：1
  - 指揮車：1
  - 広報車：6
  - 資機材搬送車：1
  - 人員搬送車：1
  - 自動二輪車：2

### 沿革
- 1972年4月20日　十日町市、中魚沼郡川西町・津南町・中里村の1市2町1村が十日町地域広域事務組合を設立する。
- 1973年4月1日　十日町地域広域事務組合規約変更が新潟県知事より許可され、十日町市消防本部・十日町市消防署がを引き継いで十日町地域消防本部・十日町地域消防署を設置する。
- 1973年10月1日　川西分遣所・津南分遣所を開設する。
- 1973年11月1日　救急自動車を川西分遺所に配備する。
- 1973年11月9日　川西分遣所庁舎が竣工する。
- 1973年11月20日　津南分遣所庁舎が竣工する。
- 1974年10月4日　消防本部・消防署庁舎が竣工する。
- 1975年6月1日　救急自動車を津南分遣所に配備する。
- 1979年3月28日　救助工作車を配備する。
- 1997年3月24日　津南分遣所を新築し移転する。
- 1997年4月1日　国のモデル広域指定を受け、東頸城郡松代町・松之山町の消防事務を十日町地域広域事務組合で共同処理することになり、組合構成市町村が1市4町1村となる。上越地域消防事務組合より東頸消防署松代分遣所・松之山分遣所を承継し、十日町地域消防署松代分遺所・松之山分遺所となる。津南分遣所を南分署に、川西分遣所を西分署に改称する。
- 1998年3月31日　高規格救急自動車を本署に配備する。
- 2005年4月1日　十日町市・川西町・中里村・松代町・松之山町の新設合併に伴い、新たな十日町市が発足する。組合構成市町村が1市1町となる。
- 2011年4月1日　松代分遣所と松之山分遣所を統合し、新たにしぶみ分署を開設。

### 組織
- 本部 - 総務課、警防課、予防課
- 消防署

### 消防署
| 消防署           | 住所                             | 分署                                                                    |
| ---------------- | -------------------------------- | ----------------------------------------------------------------------- |
| 十日町地域消防署 | 新潟県十日町市四日町新田1041番地 | 南：中魚沼郡津南町大字下船渡乙1097-1 しぶみ：十日町市松之山小谷969番地5 |